# Razovac
Razovac je umjetno jezero koje je stvoreno je pregrađivanjem doline rijeke Zrmanje nasutom branom.

## Opis
Razovac je smješten uz samu strojarnicu Reverzibilne hidroelektrane Velebit, a strojarnica je spojena s jezerom Razovac s dva ulazno - izlazna tunela. Obujam Razovca je 1 840 000 m3, a njegova uloga je da bude akumulacijsko jezero u crpnom režimu rada hidroelektrane. Gornje umjetno jezero se zove Štikada, te se nalazi iza Velebita na Gračačkoj visoravni. U to jezero se ulijevaju sve okolne vode, koje su s tim jezerom povezani kanalom (rijeka Ričica) ili podzemnim tunelom dugim 2 825 metara (rijeka Otuča). Voda iz jezera Štikade se u turbinskom radu spušta dolje prema umjetnom jezeru Razovac i koristi se za proizvodnju električne energije, a u crpnom radu se ta ista voda pumpa iz Razovca u gornje jezero Štikada.

## Reverzibilna hidroelektrana Velebit
Reverzibilna hidroelektrana Velebit ili RHE Velebit građena je od 1978. do 1985. godine, a u redovnoj je proizvodnji od 1984. godine. Reverzibilna hidroelektrana Velebit je koštala astronomskih 1,25 milijardi njemačkih maraka, što bi u današnje vrijeme bilo više od 600 milijuna eura. Gornje umjetno jezero se zove Štikada, te se nalazi iza Velebita na Gračačkoj visoravni. U to jezero se ulijevaju sve okolne vode, koje su s tim jezerom povezani kanalom (rijeka Ričica) ili podzemnim tunelom dugim 2 825 metara (rijeka Otuča). Voda iz jezera Štikade se u turbinskom radu spušta dolje i koristi za proizvodnju električne energije, a u crpnom radu se ta ista voda pumpa u to gornje jezero. Prosječni srednji godišnji dotok u to jezero je 11,94 m3/s. Hidroelektrana je puštena u pogon 1984., te manje više nije radila za vrijeme Domovinskog rata, tj. radila je ispod minimalne snage, pa se nakon rata morala obnoviti. Ukupna instalirana snaga hidroelektrane je 276 MW (instalirana snaga vodnih turbina), dok je u crpnom režimu snaga 240 MW (instalirana snaga crpki).

### Umjetno jezero Štikada
Gornje akumulacijsko jezero  Štikada (13 650 000 m3) smješteno je na gračačkoj visoravni. Jezero prihvaća vode s gračačke visoravni te služi kao umjetno jezero kada elektrana radi u turbinskom radu. Jezero Štikada prihvaća i vode iz umjetnog jezera Opsenica (2 700 000 m3) koje je s vodotokom Ričice, koji utječe u jezero Štikada, povezano kanalom duljine 1 460 metara i protoka od 15 m3/s. U umjetno jezero Štikada prebacuju se i vode vodotoka Otuča, kroz podzemni betonski tunel promjera 3 metra, duljine 2825 m i volumnog protoka od 9,5 do 17,25 m3/s. Umjetno jezero Štikada podijeljeno je razdjelnom branom na dva dijela: gornje i donje jezero. Gornje jezero bilo je zamišljeno kao rekreacijska zona u kojem se za ljetnih mjeseci trebalo održavati stalna razina vode, međutim u stvarnosti se od toga odustalo. Danas se oba dijela jezera koriste jednako, a ukupni srednji dotok iznosi oko 11,94 m3/s.